# ۱۲ صفر
۱۲ صفر، دوازدهمین روز از ماه صفر در تقویم هجری قمری است.
در تقویم هجری قمری قراردادی این روز چهل و دومین روز سال است.

## زادگان
- ۱۳۲۸ - آنتونیوس قندلفت،  روحانی مسیحی و نویسنده سوری-لبنانی.
- ۱۳۳۷ - احمد شرباصی،  فقیه، عالِم الازهری و زبان‌شناس مصری.